# Jan Mayensfield

i7
i11
i13
Jan Mayensfield (ICAO-Code: ENJA) ist ein norwegischer Militärflugplatz auf Jan Mayen im Nordatlantik.

## Geschichte und Beschreibung
Der Flugplatz befindet sich nordöstlich von Olonkinbyen, der einzigen verbliebenen Wohnsiedlung der Insel. Die Landebahn ist 1,5 km (4,921 ft) lang und 30 m breit und verfügt über keine befestigte Piste und keine Infrastruktur. Ungünstige Wetterbedingungen, unter anderem auch durch die „Kármán Wind“ genannten Leewellen rund um den in der Nähe liegenden Vulkan Beerenberg, erschweren teilweise den Betrieb des Luftverkehrs.
Die NATO und die norwegischen Streitkräfte begannen 1958 am Rande von Olonkinbyen mit dem Bau eines militärischen Außenpostens und Flugplatzes. Der Flugplatz wurde im August 1960 in Betrieb genommen; das erste Flugzeug landete am 17. September 1960 und war eine Catalina der norwegischen Luftwaffe. Das erste Zivilflugzeug, eine Douglas DC-4 von Braathens S.A.F.E, landete am 29. Oktober 1961.
Der Flugplatz wird von der norwegischen Luftwaffe achtmal jährlich im regulären Turnus mit Maschinen vom Typ Lockheed C-130 zur Versorgung der Wetterstation angeflogen. Für das Betreten der Insel, die nur mit einem Mitflug mit der norwegischen Luftwaffe erreicht werden kann oder von Kreuzfahrern stundenweise angelaufen wird, ist eine Erlaubnis unter Mitnahme von Expeditionsausrüstung, entsprechender Verpflegung und SAR-Bergeversicherung notwendig.